# نيكولاس أوبوكو
نيكولاس أوبوكو (بالإنجليزية: Nicholas Opoku)‏ هو لاعب كرة قدم غاني في مركز الدفاع، ولد في 11 أغسطس 1997 في كوماسي في غانا. لعب مع نادي أودينيزي.

## وصلات خارجية
- نيكولاس أوبوكو على موقع قاعدة بيانات كرة القدم.إي يو (الإنجليزية)
- نيكولاس أوبوكو على موقع ناشيونال فوتبول تيمز (الإنجليزية)
- نيكولاس أوبوكو على موقع Soccerway.com (الإنجليزية)